# ターミナス
ターミナス（Terminus）は、SF小説「銀河帝国の興亡（ファウンデーション）」3部作＋続編（アイザック・アシモフ著）に登場する架空の惑星名であり、その首都の都市名でもある。
銀河系の辺境にあり、広大な海に約一万の島々が点在する。もっとも大きな島がかろうじて大陸サイズであり、そこに首都ターミナスが置かれている。農業に適した惑星だが、金属資源がほとんどないので重工業には不向きである。
銀河帝国の崩壊を予告した心理歴史学者ハリ・セルダンの提案により、1000年後の帝国の復活を期して知識を集積するという目的で、銀河百科事典の編纂を目的とした組織「第1ファウンデーション」がこの星に置かれた。

## 日本語表記
日本語によるカタカナ表記は以下のように翻訳者によって異なる。
テルミナス
創元SF文庫の厚木淳による翻訳。サイドランチから発売された漫画版。
語源となったローマ神話の神テルミヌスのラテン語読みと英語読みとの折衷からなっている。
ターミナス
ハヤカワ文庫の岡部宏之による翻訳。デレビドラマ版。
英語の読みを元にしている。
テルミヌス
野田昌宏が翻案した児童向け抄訳本『滅びゆく銀河帝国』。鍛治靖子による創元SF文庫新訳版。